# Marijanca
Marijanca je žensko osebno ime.

## Izvor imena
Ime Marijanca je različica ženskega osebnega imena Marjana.

## Pogostost imena
Po podatkih Statističnega urada Republike Slovenije je bilo na dan 31. decembra 2007 v Sloveniji število ženskih oseb z imenom Marijanca: 90.

## Osebni praznik
Osebe z imenom Marijanca lahko godujejo takrat kot osebe z imenom Marjana.